# Let’s Go Luna!
Let’s Go Luna! ist eine kanadisch-US-amerikanische Fernsehserie. Die Erstausstrahlung erfolgte am 21. November 2018 auf TVOKids (Kanada), Knowledge Kids (Kanada) und PBS Kids (USA) sowie Children’s Independent Television.

## Handlung
Let’s Go Luna! spielt in einer Welt, die von anthropomorphen Tieren bevölkert ist und konzentriert sich auf drei Kinder: Leo, einen Wombat (aus Australien), Andy, einen Frosch (aus den USA) und Carmen, einen Schmetterling (aus Mexiko). Mit der reisenden Aufführungstruppe „Circo Fabuloso“ der Eltern um die Welt. An ihren Haltestellen kommt Luna der Mond, der mit Armen, Beinen und einem Gesicht etwa 1,5 m groß ist und einen Strohhut und rote Stiefel trägt, gelegentlich auf die Erde, um sie über Landessprachen, Musik, Essen und andere Bräuche zu unterrichten.
Zwei halbe Stunden, bestehend aus jeweils zwei und vier Abschnitten, finden in einem einzigen Land statt, indem die Bande in der ganzen Welt Halt macht, etwas über sie erfährt und sich mit Freunden auf der ganzen Welt trifft. Mit einem Team von Kulturanthropologen an Bord von Let’s Go Luna! wird akribisch recherchiert, um sicherzustellen, dass Städte und Regionen authentisch und respektvoll dargestellt werden.

## Produktion
Die Serie entstand bei „Brown Bag Films“ und „9 Story Media Group“.